# بروكينغز (داكوتا الجنوبية)
بروكينغز (بالإنجليزية: Brookings, South Dakota)‏ هي مدينة ومقر المقاطعة تقع في الولايات المتحدة في مقاطعة بروكينغز، داكوتا الجنوبية. يقدر عدد سكانها بـ 22,056 نسمة ومساحتها 33.77 كم2 وترتفع عن سطح البحر 494 متر.

## التركيبة السكانية
قام مكتب تعداد الولايات المتحدة بتحديد بيانات التركيبة السكانية لبروكينغز في تعداد الولايات المتحدة. في ما يلي، التركيبة السكانية حسب تعدادي 2000 و2010.

### تعداد عام 2000
بلغ عدد سكان بروكينغز 18,504 نسمة بحسب تعداد عام 2000، وبلغ عدد الأسر 6,971 أسرة وعدد العائلات 3,422 عائلة مقيمة في المدينة. في حين سجلت الكثافة السكانية 1,549.7 نسمة لكل ميل مربع (598.3/كم2). وبلغ عدد الوحدات السكنية 7,359 وحدة بمتوسط كثافة قدره 616.3 نسمة لكل ميل مربع (238.0/كم2).
وتوزع التركيب العرقي للمدينة بنسبة 95.49% من البيض و 0.99% من الأمريكيين الأصليين و 1.88% من الأمريكيين ذوي الأصول الآسيوية و 0.05% من سكان جزر المحيط الهادئ و 0.44% من الأمريكيين الأفارقة و 0.88% من عرقين مختلطين أو أكثر.
بلغ عدد الأسر 6,971 أسرة كانت نسبة 24.9% منها لديها أطفال تحت سن الثامنة عشر تعيش معهم، وبلغت نسبة الأزواج القاطنين مع بعضهم البعض 39.5% من أصل المجموع الكلي للأسر، ونسبة 7.3% من الأسر كان لديها معيلات من الإناث دون وجود شريك، وكانت نسبة 50.9% من غير العائلات. تألفت نسبة 34.4% من أصل جميع الأسر من أفراد ونسبة 9.0% كانوا يعيش معهم شخص وحيد يبلغ من العمر 65 عاماً فما فوق. وبلغ متوسط حجم الأسرة المعيشية 2.93، أما متوسط حجم العائلات فبلغ 2.26.
بلغ العمر الوسطي للسكان 24 عاماً. وكانت نسبة 17.4% من القاطنين تحت سن الثامنة عشر، وكانت نسبة 36.6% بين الثامنة عشر والأربعة وعشرون عاماً، ونسبة 22.0% كانت واقعةً في الفئة العمرية ما بين الخامسة والعشرون حتى والأربعة وأربعون عاماً، ونسبة 14.0% كانت ما بين الخامسة والأربعون حتى الرابعة والستون، ونسبة 9.9% كانت ضمن فئة الخامسة والستون عاماً فما فوق. يوجد لكل 100 أنثى 99.7 ذكر، ويوجد لكل 100 أنثى في الثامنة عشر من عمرها فما فوق 98.6 ذكر.
بلغ متوسط دخل الأسرة في المدينة 31,266 دولار، أما متوسط دخل العائلة فبلغ 49,246 دولار. وكان متوسط دخل الذكور 31,276 دولار مقابل 22,763 دولار للإناث. وسجل دخل الفرد الخاص بالمدينة 17,028 دولار. وكانت نسبة 7.3% من العائلات ونسبة 18.5% من السكان تحت خط الفقر، وكان من هؤلاء نسبة 12.7% تحت سن الثامنة عشر ونسبة 6.6% في الخامسة والستين من العمر وما فوق.

### تعداد عام 2010
بلغ عدد سكان بروكينغز 22,056 نسمة بحسب تعداد عام 2010، وبلغ عدد الأسر 8,159 أسرة وعدد العائلات 3,836 عائلة مقيمة في المدينة. في حين سجلت الكثافة السكانية 1,704.5 نسمة لكل ميل مربع (658.1/كم2). وبلغ عدد الوحدات السكنية 8,715 وحدة بمتوسط كثافة قدره 673.5 لكل ميل مربع (260.0/كم2).
وتوزع التركيب العرقي للمدينة بنسبة 92.1% من البيض و 1.0% من الأمريكيين الأصليين و 3.7% من الأمريكيين ذوي الأصول الآسيوية و 1.1% من الأمريكيين الأفارقة و 1.6% من عرقين مختلطين أو أكثر.
بلغ عدد الأسر 8,159 أسرة كانت نسبة 23.2% منها لديها أطفال تحت سن الثامنة عشر تعيش معهم، وبلغت نسبة الأزواج القاطنين مع بعضهم البعض 37.5% من أصل المجموع الكلي للأسر، ونسبة 6.5% من الأسر كان لديها معيلات من الإناث دون وجود شريك، بينما كانت نسبة 3.0% من الأسر لديها معيلون من الذكور دون وجود شريكة وكانت نسبة 53.0% من غير العائلات. تألفت نسبة 32.6% من أصل جميع الأسر من أفراد ونسبة 7.8% كانوا يعيش معهم شخص وحيد يبلغ من العمر 65 عاماً فما فوق. وبلغ متوسط حجم الأسرة المعيشية 2.93، أما متوسط حجم العائلات فبلغ 2.29.
بلغ العمر الوسطي للسكان 23.5 عاماً. وكانت نسبة 16.1% من القاطنين تحت سن الثامنة عشر، وكانت نسبة 38% بين الثامنة عشر والأربعة وعشرون عاماً، ونسبة 22.3% كانت واقعةً في الفئة العمرية ما بين الخامسة والعشرون حتى والأربعة وأربعون عاماً، ونسبة 15.2% كانت ما بين الخامسة والأربعون حتى الرابعة والستون، ونسبة 8.4% كانت ضمن فئة الخامسة والستون عاماً فما فوق. وتوزع التركيب الجنسي للسكان بنسبة 51.1% ذكور و48.9% إناث.